# Туба

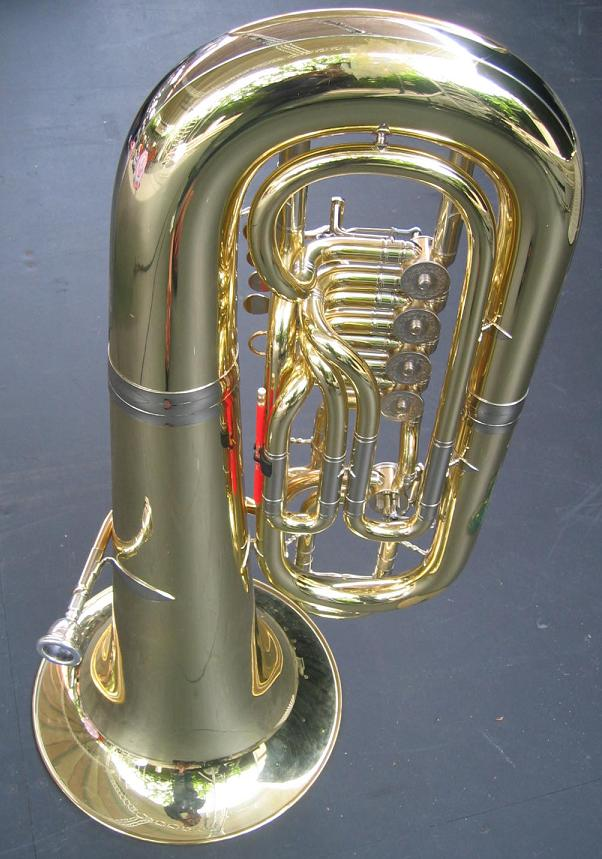
Концертна туба

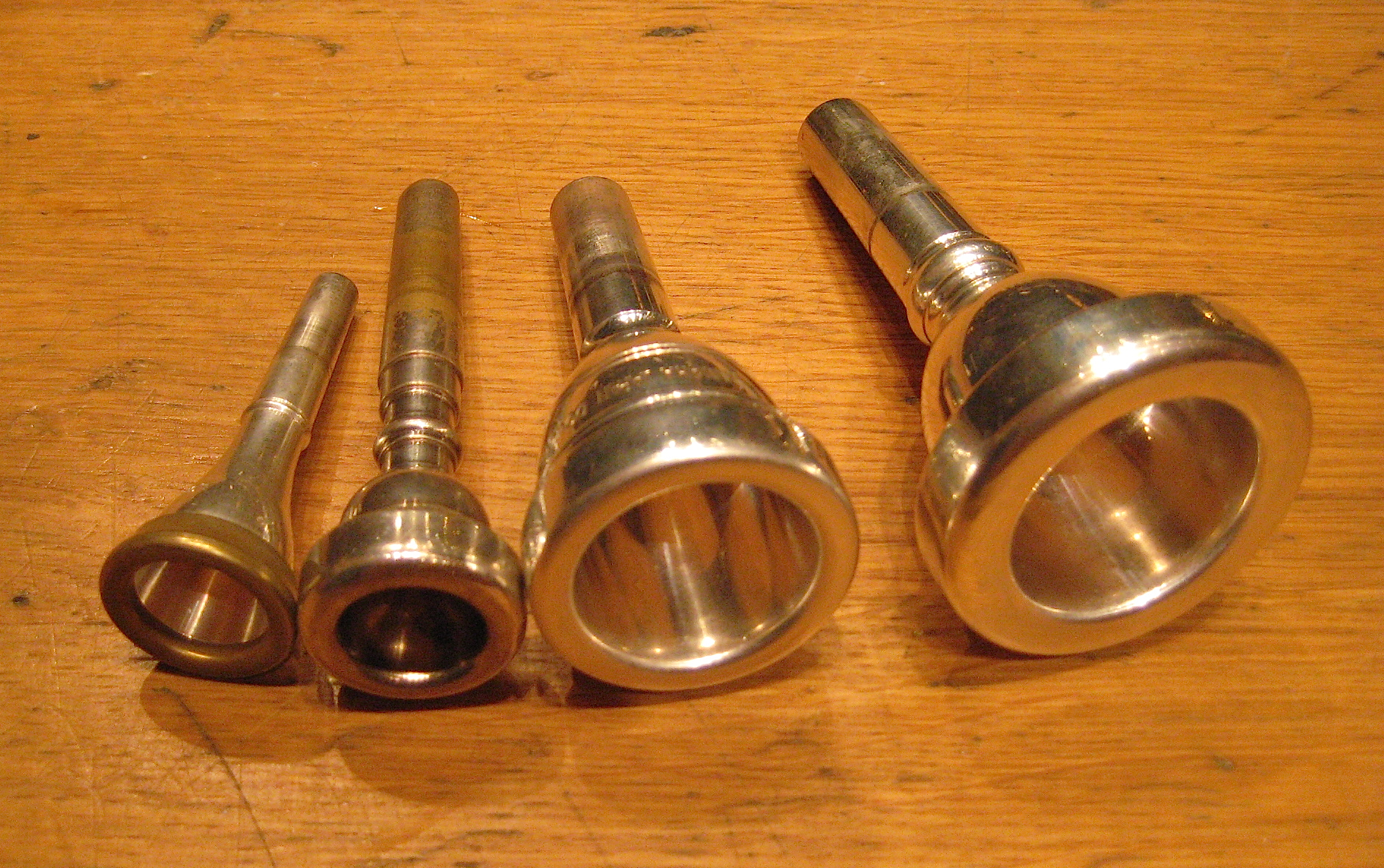
Порівняння розміру мундштуків
зліва направо — 1) валторна; 2) труба; 3) тромбон; 4) туба

Ту́ба (від лат. tuba — «труба») — мідний духовий музичний інструмент найнижчого регістру, що складається з великої вигнутої труби, ряду циліндричних і конічних трубок та вентильного механізму.

## Історія
Сконструйована у 1835 році берлінським музичним майстром Й. Морісом. На початку XIX ст. і використовувались спочатку у військових оркестрах. Після вдосконалення інструмента Адольфом Саксом, її почали використовувати в симфонічному оркестрі. Першим значним симфонічним твором, де використана туба, є «Фантастична симфонія» Г. Берліоза

## Будова

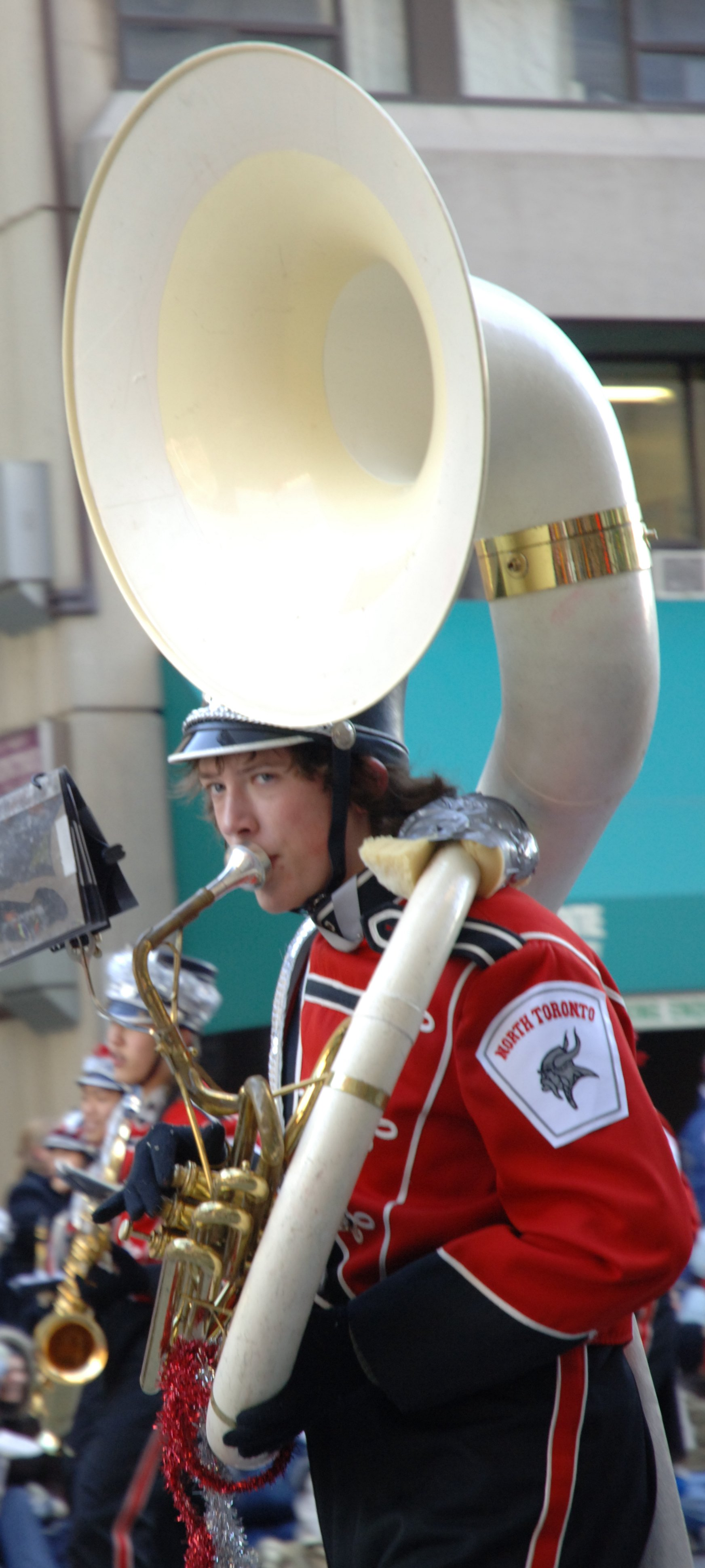
Сузафон

У сучасній практиці використовують тубу таких конструкцій:
- Концертна туба — стаціонарний інструмент. Грають, як правило сидячи, спираючи її на коліна, або стоячи, підвішуючи інструмент на підтяжках.

- Гелікон (від грец. έλικας — «кручений»)
- Сузафон (англ. sousaphone — від прізвища музиканта Джона Філіпа Сузи) — різновид гелікона. Сузафон відрізняється від інших бас-геліконів тим що, інструмент, сконструйований таким чином, що виконавець одягає його на шию, спираючи на праве плече. Розтруб інструменту при цьому здіймається над головою музиканта. На цьому інструменті можна грати, крокуючи, завдяки чому він широко використовується у військових оркестрах.

Діапазон туби — від {\displaystyle A_{2}} до {\displaystyle f^{1}} з пропуском звуку {\displaystyle H_{2}}. Партія туби в партитурі для симфонічного оркестру пишеться разом з партією третього або четвертого (бас)тромбону між партією тромбонів та партією литавр.

## Використання туби
В оркестрі туба виконує функцію баса. Інколи вживається і в джазових оркестрах. Туба є складним інструментом для виконавців. Тубісти невисокого класу, як правило, вміють грати на тубі лише стакато, що прийнятно лише для басу маршів, в той час як штрих легато потребує від виконавця високої майстерності.

## Видатні тубісти України
• Слупський Віктор Володимирович (Заслужений Артилерист КНМАУ)